# Тоні Менезес
Тоні Менезес (англ. Tony Menezes, нар. 24 листопада 1974, Міссісога) — канадський футболіст, що грав на позиції захисника. Відомий за виступами в низці канадських і закордонних клубів, а також національну збірну Канади, у складі якої став володарем Золотого кубка КОНКАКАФ.

## Клубна кар'єра
Тоні Менезес народився в канадському місті Міссісога в родині португальця та бразильки, і в дитинстві перебрався до Бразилії, де й розпочав займатися футболом. У професійному футболі Менезес дебютував 1998 року виступами за бразильську команду «Америка» (Ріо-де-Жанейро), згодом з 1999 до 2001 року грав у складі бразильських команд «Бангу» та «Ботафогу Сан-Паулу».
На початку 2002 року Тоні Менезес перебрався до Китаю, де став гравцем клубу «Гансу Нонкен», а наступного року перейшов до клубу «Нанкін Йойо». У 2004 році канадський футболіст грав у китайському клубі «Ханчжоу Грінтаун».
У 2006 році Тоні Менезес став гравцем канадського клубу «Торонто Лінкс», а пізніше в цьому ж році грав у складі бразильського клубу «Ульбра». Протягом 2006—2007 років футболіст став гравцем індійського клубу «Махіндра Юнайтед». У 2008 році Менезес перейшов до бразильського клубу «Порту-Алегре», у складі якого завершив виступи на футбольних полях у 2010 році.

## Виступи за збірну
У 1998 році Тоні Менезес дебютував у складі національної збірної Канади. У складі збірної футболіст був учасником розіграшу Золотого кубка КОНКАКАФ 2000 року, здобувши того року титул континентального чемпіона, розіграшу Кубка конфедерацій 2001 року в Японії і Південній Кореї, та розіграшу Золотого кубка КОНКАКАФ 2002 року, на якому команда здобула бронзові нагороди. Загалом протягом кар'єри в національній команді, в якій грав до 2003 року, провів у її складі 27 матчів, у яких забитими голами не відзначився.

## Титули і досягнення
- Володар Золотого кубка КОНКАКАФ (1):

Канада: 2000